# موچیلکی
موچیلکی (به لاتین: Mochilki) یک منطقهٔ مسکونی در روسیه است که در باشقیرستان واقع شده‌است.